# Harry Maguire
Jacob Harry Maguire (Sheffield, Inglaterra, 5 de marzo de 1993) es un futbolista británico que juega como defensa en el Manchester United F. C. de la Premier League de Inglaterra.

## Trayectoria

### Sheffield United
Después de pasar por el equipo de reservas del Sheffield United, y con el equipo luchando contra el descenso, Maguire fue ascendido al primer equipo, haciendo su debut después de entrar como suplente en el medio tiempo y ganar el premio al hombre del partido en un partido en casa contra el Cardiff City en abril de 2011 en un partido de Championship. Participó en cuatro encuentros más esa temporada, que acabó con el descenso del equipo.
Habiendo consolidado su lugar en el primer equipo, Maguire anotó su primer gol para los Blades en la victoria por 2-0 ante el Oldham Athletic en el día inaugural de la temporada 2011-12 de la League One. Habiendo estado siempre presente desde el comienzo de la temporada, Maguire recibió un contrato extendido en octubre para mantenerlo en el Bramall Lane hasta 2015. Continuó en gran forma mientras los Blades presionaban para ascender de League One y fue recompensado al final de la temporada. cuando fue nombrado "Jugador del año" y "Jugador joven del año" por el club. La revista Match of the Day de la BBC seleccionó a Maguire en su Equipo del año de League One para 2011-12.
Maguire entró en la temporada siguiente como primera opción en el centro de la defensa y su buena forma continuó cuando anotó un doblete en un empate en la English Football League Trophy con una victoria por 4-1 sobre el Notts County en Meadow Lane el 17 de octubre de 2012. A fines de febrero de 2013, Maguire cumplió los 100 para los Blades en un empate 0-0 contra Leyton Orient en Bramall Lane a la edad de solo 19 años.
El 21 de junio de 2014, se reveló que el Machester United le había ofrecido a Maguire un contrato mejorado en medio del interés de Hull City y Wolverhampton Wanderers en fichar a Maguire con los diablos rojos que ya había rechazado un millón de libras esterlinas y una oferta mejorada de 1,5 millones de libras esterlinas de los Wolves.

### Hull City
El 29 de julio de 2014, Maguire se unió al Hull City en un acuerdo por valor de £ 2,5 millones, firmando un contrato de tres años. Hizo su debut con Los Tigres el 21 de agosto en el partido de ida de la ronda de play-off de la UEFA Europa League ante el Lokeren de Bélgica, una derrota por 1-0. No hizo su debut en la Premier League hasta el 20 de diciembre, cuando reemplazó al lesionado Curtis Davies en los últimos 13 minutos de una derrota en casa por el mismo marcador ante el Swansea City.
Después de hacer solo seis apariciones en todas las competiciones en Hull, Maguire se unió al Wigan Athletic de la English Football League Championship en un contrato de préstamo de un mes el 10 de febrero de 2015. Una semana después, debutó con una victoria por 1-0 ante el Reading. El 28 de febrero, anotó un cabezazo de un centro de Jermaine Pennant en la victoria por 3-1 ante el Blackpool. Habiendo jugado tantos partidos en su préstamo de un mes como lo había hecho con Hull en la primera mitad de la temporada, la estadía de Maguire en el DW Stadium se extendió hasta el final de la temporada.
Mientras Maguire estaba cedido, Hull había sido relegado de la Championship. El 28 de mayo de 2016, recuperaron el ascenso con una victoria final de play-off por 1-0 sobre el Sheffield Wednesday en el estadio de Wembley, y él reemplazó al goleador Mohamed Diamé en el último minuto.
En la Premier League 2016-17, el técnico británico Mike Phelan lo convirtió en un habitual titular del primer equipo. Maguire anotó su primer gol con el Hull en la victoria de la Copa de la Liga por 2-1 contra el Bristol City el 25 de octubre de 2016. Maguire fue el capitán del Hull en la victoria liguera contra el Middlesbrough el 5 de abril de 2017 y anotó su primer gol en la Premier League en la victoria por 4-2. El buen nivel mostrado durante la campaña 2016-17 en Premier League, a pesar del descenso del equipo, le llevó a ser galardonado con el premio a mejor jugador del equipo elegido tanto por los aficionados como por los propios compañeros.

### Leicester City
El 15 de junio de 2017, Maguire fichó por el club Leicester City de la Premier League con un contrato de cinco años por una tarifa inicial de £ 12 millones, que podría aumentar a £ 17 millones con complementos. El 11 de agosto hizo su debut en el comienzo de la temporada con una derrota por 4-3 contra el Arsenal, y ocho días después anotó su primer gol para los Foxes, cabeceando un saque esquina ejecutado por Riyad Mahrez para concluir una victoria por 2-0 sobre Brighton & Hove Albion en el King Power Stadium. Jugó en cada minuto de la Premier League 2017-18 sumando un total de 3820 minutos durante su primer periodo en el equipo y fue galardonado con el premio al jugador de la temporada tanto por los aficionados como por los propios futbolistas.
En medio de especulaciones sobre una transferencia al Manchester United por una posible tarifa récord mundial para un defensor, su entrenador de Leicester, Claude Puel confirmó el día límite de transferencia del 9 de agosto de 2018 que Maguire se quedaría en el club, su único viaje a Manchester sería para enfrentarse al United con su escuadra actual en el partido de la tarde siguiente.
Llegó a ser el defensa más caro del mundo por una cifra de 87 millones de euros o libras.

### Manchester United

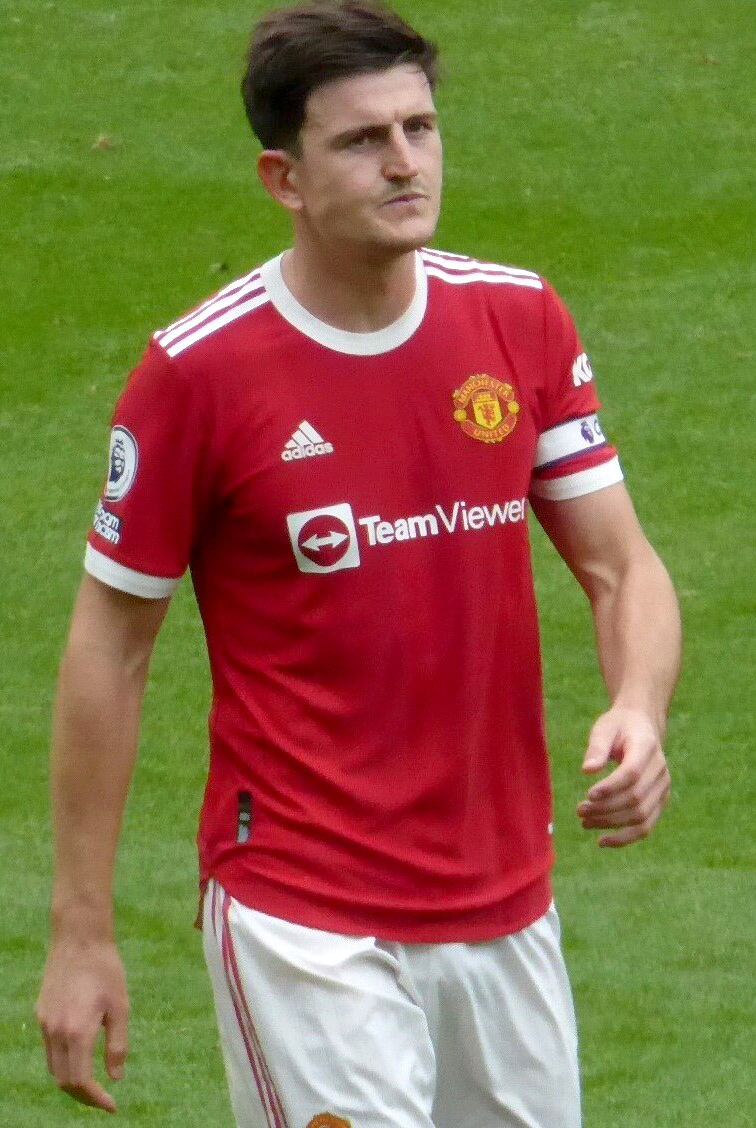
Maguire en 2021.

El 5 de agosto de 2019 el Manchester United F. C. hizo oficial su fichaje por seis temporadas. El club inglés pagó 87 millones de euros por su traspaso, pasando a ser el traspaso más caro pagado nunca por un defensa superando al de Virgil van Dijk en 2018. El 17 de enero de 2020 fue nombrado oficialmente el nuevo capitán del equipo por Ole Gunnar Solskjær tras la salida de Ashley Young hacia el Inter de Milán.
En julio de 2019, el Manchester United hizo una oferta de £ 70 millones por Maguire, un año después de que el club se retractara de un acuerdo porque la misma tarifa que se consideró demasiado alta. Hicieron una oferta mejorada, que se cree que era de £ 80 millones, que fue aceptada por Leicester el 2 de agosto. La tarifa superó los £ 75 millones que Liverpool pagó por Virgil van Dijk en enero de 2018, lo que convirtió a Maguire en el defensor más caro del mundo. La transferencia se completó el 5 de agosto y Maguire firmó un contrato de seis años con la opción de un año más. Hizo su debut con el United en su primer partido de la temporada de la Premier League, una victoria en casa por 4-0 sobre el Chelsea el 11 de agosto, y recibió el premio al Hombre del Partido.
El 17 de enero de 2020, el técnico noruego Ole Gunnar Solskjær lo nombró nuevo capitán del club tras la marcha de Ashley Young al Inter de Milán. Nueve días después, abrió una victoria por 6-0 en la Copa FA contra el Tranmere Rovers al marcar su primer gol con el Manchester United, marcó su primer gol en la Premier League el 17 de febrero contra el Chelsea en la victoria a domicilio por 2-0. El 27 de junio, después del retraso de 3 meses causado por la pandemia de COVID-19, la carrera de la Copa FA del United se reanudó con una eliminatoria de cuartos de final contra el Norwich City que terminó 2-1, con Maguire anotando el gol de la victoria en la prórroga. Maguire jugó un papel importante en la exitosa campaña de la Premier League 2019-20, en la que terminó en tercer lugar, su segundo mejor resultado en la liga desde el retiro de Sir Alex Ferguson. El defensa jugó en cada minuto de la campaña de liga de 38 juegos del primer equipo, convirtiéndose en el primer jugador de campo en hacerlo para el club desde 1995.
El 17 de octubre de 2020 anotó su primer gol de la temporada, empatando en el minuto 23 en un partido de liga contra el Newcastle United que finalmente terminó con una victoria a domicilio por 4-1. El 27 de enero de 2021, anotó contra su antiguo equipo, el Sheffield United, que terminó en una derrota en casa por 2-1 y que puso fin a una racha de 13 partidos sin perder desde que el equipo perdió ante el Arsenal el 1 de noviembre de 2020. Cuando varios compañeros de equipo recibieron amenazas racistas luego de la derrota, Maguire se unió a otros jugadores antiguos y actuales del Manchester United que condenaron el abuso. El 2 de febrero participó en la victoria en casa por 9-0 contra el Southampton por la Premier League.
El 25 de abril igualó el récord del equipo dado por Gary Pallister de jugar la mayor cantidad de partidos de liga sin ser sustituido, al jugar los noventa minutos completos del 71.º partido consecutivo de la Premier League, en un empate sin goles contra el Leeds United. Sin embargo, no pudo romper el récord, ya que tuvo que ser sustituido en el minuto 72 del siguiente partido el 9 de mayo, una victoria en casa por 3-1 sobre el Aston Villa, debido a una lesión en el tobillo. El 26 de mayo, Maguire se perdió la Final de la Liga Europa de la UEFA 2020-21 contra el Villarreal debido a una lesión, en la que su equipo perdió en los penaltis tras un empate reglamentario a un gol.

## Selección nacional

### Categorías inferiores
Maguire se clasificó para jugar por Inglaterra, Irlanda del Norte y la República de Irlanda a través de sus abuelos. Sin embargo, fue convocado por primera vez a la selección sub-21 de Inglaterra en noviembre de 2012 para un amistoso contra Irlanda del Norte. Danny Wilson dijo: "Tiene una madurez fantástica para su edad, se lo toma todo con calma y nada lo desconcierta. No espero que esta convocatoria lo haga porque es un personaje muy sensato". Maguire hizo su debut en Inglaterra sub-21 como suplente en el minuto 60, reemplazando a Andre Wisdom del Liverpool en la victoria por 2-0 contra Irlanda del Norte Sub-21 en Bloomfield Road.

### Absoluta
El 8 de octubre de 2017 debutó con la selección inglesa en un partido clasificatorio para el Mundial ante Lituania.
Fue convocado por Gareth Southgate para el Mundial de Rusia de 2018. El 7 de julio marcó el segundo tanto del partido en la victoria por 2 a 0 ante Suecia en los cuartos de final del torneo.
En la Eurocopa 2020 jugó su primer partido contra la República Checa en el último partido de la fase de grupos. Llegaron a la final contra Italia. Inglaterra empató 1-1 después del tiempo reglamentario y prórroga; en la tanda de penaltis resultante, anotó el segundo penalti de Inglaterra; sin embargo, perdieron 3-2.
El 15 de noviembre de 2021 anotó el primer gol en la victoria por 10-0 sobre San Marino en el último día de la clasificación para la Copa del Mundo 2022, lo que lo convirtió en el defensor con más goles de Inglaterra con siete, superando a John Terry y Jack Charlton.

### Participaciones en Copas del Mundo
| Mundial           | Sede  | Resultado        | Partidos | Goles |
| ----------------- | ----- | ---------------- | -------- | ----- |
| Copa Mundial 2018 | Rusia | Cuarto lugar     | 7        | 1     |
| Copa Mundial 2022 | Catar | Cuartos de final | 5        | 0     |

### Participaciones en Eurocopas
| Eurocopa      | Sede   | Resultado  | Partidos | Goles |
| ------------- | ------ | ---------- | -------- | ----- |
| Eurocopa 2020 | Europa | Subcampeón | 5        | 1     |

## Estadísticas

### Clubes
Actualizado al último partido disputado el 17 de agosto de 2025.
| Club                               | Div.          | Temporada     | Liga  | Liga  | Copas nacionales | Copas nacionales | Copas internacionales | Copas internacionales | Total | Total |
| Club                               | Div.          | Temporada     | Part. | Goles | Part.            | Goles            | Part.                 | Goles                 | Part. | Goles |
| ---------------------------------- | ------------- | ------------- | ----- | ----- | ---------------- | ---------------- | --------------------- | --------------------- | ----- | ----- |
| Sheffield United F. C. Inglaterra  | 2.ª           | 2010-11       | 5     | 0     | 0                | 0                | —                     | —                     | 5     | 0     |
| Sheffield United F. C. Inglaterra  | 3.ª           | 2011-12       | 47    | 1     | 9                | 0                | —                     | —                     | 56    | 1     |
| Sheffield United F. C. Inglaterra  | 3.ª           | 2012-13       | 46    | 3     | 7                | 2                | —                     | —                     | 53    | 5     |
| Sheffield United F. C. Inglaterra  | 3.ª           | 2013-14       | 41    | 5     | 11               | 1                | —                     | —                     | 52    | 6     |
| Sheffield United F. C. Inglaterra  | Total club    | Total club    | 139   | 9     | 27               | 3                | 0                     | 0                     | 166   | 12    |
| Hull City A. F. C. Inglaterra      | 1.ª           | 2014-15       | 3     | 0     | 2                | 0                | 1                     | 0                     | 6     | 0     |
| Wigan Athletic F. C. Inglaterra    | 2.ª           | 2014-15       | 16    | 1     | —                | —                | —                     | —                     | 16    | 1     |
| Wigan Athletic F. C. Inglaterra    | Total club    | Total club    | 16    | 1     | 0                | 0                | 0                     | 0                     | 16    | 1     |
| Hull City A. F. C. Inglaterra      | 2.ª           | 2015-16       | 24    | 0     | 9                | 0                | —                     | —                     | 33    | 0     |
| Hull City A. F. C. Inglaterra      | 1.ª           | 2016-17       | 29    | 2     | 7                | 1                | —                     | —                     | 36    | 3     |
| Hull City A. F. C. Inglaterra      | Total club    | Total club    | 56    | 2     | 18               | 1                | 1                     | 0                     | 75    | 3     |
| Leicester City F. C. Inglaterra    | 1.ª           | 2017-18       | 38    | 2     | 6                | 0                | —                     | —                     | 44    | 2     |
| Leicester City F. C. Inglaterra    | 1.ª           | 2018-19       | 31    | 3     | 1                | 0                | —                     | —                     | 32    | 3     |
| Leicester City F. C. Inglaterra    | Total club    | Total club    | 69    | 5     | 7                | 0                | 0                     | 0                     | 76    | 5     |
| Manchester United F. C. Inglaterra | 1.ª           | 2019-20       | 38    | 1     | 8                | 2                | 9                     | 0                     | 55    | 3     |
| Manchester United F. C. Inglaterra | 1.ª           | 2020-21       | 34    | 2     | 7                | 0                | 11                    | 0                     | 52    | 2     |
| Manchester United F. C. Inglaterra | 1.ª           | 2021-22       | 30    | 1     | 1                | 0                | 6                     | 1                     | 37    | 2     |
| Manchester United F. C. Inglaterra | 1.ª           | 2022-23       | 16    | 0     | 8                | 0                | 7                     | 0                     | 31    | 0     |
| Manchester United F. C. Inglaterra | 1.ª           | 2023-24       | 22    | 2     | 5                | 1                | 4                     | 1                     | 31    | 4     |
| Manchester United F. C. Inglaterra | 1.ª           | 2024-25       | 27    | 1     | 5                | 1                | 8                     | 2                     | 40    | 4     |
| Manchester United F. C. Inglaterra | 1.ª           | 2025-26       | 1     | 0     | 0                | 0                | ―                     | ―                     | 1     | 0     |
| Manchester United F. C. Inglaterra | Total club    | Total club    | 168   | 7     | 34               | 4                | 45                    | 4                     | 247   | 15    |
| Total carrera                      | Total carrera | Total carrera | 448   | 24    | 86               | 8                | 46                    | 4                     | 580   | 36    |
| 1. 2.                              |               |               |       |       |                  |                  |                       |                       |       |       |

### Internacional
Actualizado al último partido disputado el 7 de septiembre de 2024.
| Equipo     | Año   | Partidos | Goles |
| ---------- | ----- | -------- | ----- |
| Inglaterra | 2017  | 3        | 0     |
| Inglaterra | 2018  | 13       | 1     |
| Inglaterra | 2019  | 10       | 0     |
| Inglaterra | 2020  | 4        | 1     |
| Inglaterra | 2021  | 11       | 5     |
| Inglaterra | 2022  | 12       | 0     |
| Inglaterra | 2023  | 9        | 0     |
| Inglaterra | 2024  | 2        | 0     |
| Total      | Total | 64       | 7     |

 Actualizado al último partido disputado el 26 de septiembre de 2022.
| N.º | Fecha                   | Estadio                                                | Rival      | Gol | Resultado | Competición                |
| --- | ----------------------- | ------------------------------------------------------ | ---------- | --- | --------- | -------------------------- |
| 1   | 7 de julio de 2018      | Samara Arena, Samara, Rusia                            | Suecia     | 0-1 | 0-2       | Mundial 2018               |
| 2   | 12 de noviembre de 2020 | Estadio de Wembley, Londres, Inglaterra                | Irlanda    | 1-0 | 3-0       | Amistoso                   |
| 3   | 31 de marzo de 2021     | Estadio de Wembley, Londres, Inglaterra                | Polonia    | 2-1 | 2-1       | Clasificación Mundial 2022 |
| 4   | 3 de julio de 2021      | Estadio Olímpico de Roma, Roma, Italia                 | Ucrania    | 0-2 | 0-4       | Eurocopa 2020              |
| 5   | 2 de septiembre de 2021 | Estadio Ferenc Puskás, Budapest, Hungría               | Hungría    | 0-3 | 0-4       | Clasificación Mundial 2022 |
| 6   | 12 de noviembre de 2021 | Estadio de Wembley, Londres, Inglaterra                | Hungría    | 1-0 | 5-0       | Clasificación Mundial 2022 |
| 7   | 15 de noviembre de 2021 | Estadio Olímpico de San Marino, Serravalle, San Marino | San Marino | 0-1 | 0-10      | Clasificación Mundial 2022 |

## Palmarés

### Títulos nacionales
| Título          | Club                    | País       | Año  |
| --------------- | ----------------------- | ---------- | ---- |
| Copa de la Liga | Manchester United F. C. | Inglaterra | 2023 |
| FA Cup          | Manchester United F. C. | Inglaterra | 2024 |

### Distinciones individuales
| Distinción                                       | Año     |
| ------------------------------------------------ | ------- |
| Mejor jugador joven del mes de agosto de la EFL  | 2011    |
| Equipo del año de la League One de la PFA        | 2011-12 |
| Mejor jugador del año del Sheffield United       | 2011-12 |
| Equipo del año de la League One de la PFA        | 2012-13 |
| Mejor jugador del año del Sheffield United       | 2012-13 |
| Equipo del año de la League One de la PFA        | 2013-14 |
| Equipo de la temporada de la Football League One | 2013-14 |
| Mejor jugador del año del Sheffield United       | 2013-14 |
| Mejor jugador del año del Leicester City         | 2017-18 |
| Equipo de la temporada de la Liga Europa         | 2020-21 |
| Equipo del Torneo de la Eurocopa                 | 2020    |
| Jugador del mes de noviembre la Premier League   | 2023    |

## Polémicas
Harry Maguire se vio envuelto en una pelea con otros turistas británicos en un bar de la isla griega de Miconos el 20 de agosto de 2020, donde la policía intervino para intentar finalizar el problema y tres de los acompañantes del defensa internacional agredieron a los agentes de la ley. Debido a este altercado, fue condenado a 21 meses y 13 días de prisión con suspensión de la pena durante tres años por los delitos de lesiones corporales, resistencia a agentes de la autoridad e intento de soborno de un empleado; aun así, Maguire recibió una suspensión de la pena durante tres años gracias a que se trata de su primer delito, pero tanto él como su club aseguraron tras hacerse público el resultado del juicio que presentará una apelación. El fiscal relató durante el juicio que cuando el jugador fue llevado a la comisaría le dijo a los agentes "¿Saben quién soy? Soy el capitán del Manchester United. Soy muy rico, puedo darles dinero. Os daré dinero, por favor, déjennos ir".